# Heterochthonius gibbus
Heterochthonius gibbus är en kvalsterart som först beskrevs av Berlese 1910.  Heterochthonius gibbus ingår i släktet Heterochthonius och familjen Heterochthoniidae. Inga underarter finns listade i Catalogue of Life.